# Woodbine (Kansas)
Woodbine – miasto położone w hrabstwie Dickinson.